# Studio Hrdinů
Studio Hrdinů je pražská divadelní scéna, která se zaměřuje na převážně autorské, režisérské projekty s důrazem na spolupráci zahraničních a domácích divadelních tvůrců a na žánrové a oborové přesahy. Cílem je náročná, ale vstřícná umělecká dramaturgie. Formálně jsou inscenace Studia Hrdinů činohrou s akcentem na experiment a výtvarnou stránku.
Hlavní produkce se od podzimu 2012 odehrávají ve Studiu Hrdinů o rozloze 1144 m² ve Veletržním paláci v Praze. Sál od svého vzniku nebyl nikdy dostavěn a plně využíván (původní kino Veletrhy bylo zničeno při požáru Veletržního paláce v roce 1974).
Kromě kmenových režisérů Kamily Polívkové, Kathariny Schmitt a režisérské dvojice Jan Horák a Michal Pěchouček divadlo počítá s hostujícími českými i zahraničními režiséry. V dlouhodobějším horizontu s ostravským PLATO, se kterým připravuje mezinárodní festival. Na mezinárodní úrovni pak s Výmarským národním divadlem, Wiener Festwochen, s divadlem v Brémách a dalšími.
Mezi spolupracující herce patří Ivana Uhlířová, Gabriela Míčová, Karel Roden, Karel Dobrý (druhý v cenách Alfreda Radoka za hru Církev, první za Den opričnika), Jiří Černý, Stanislav Majer nebo i mladí začínající herci jako například Marie Švestková nebo Petr Šmíd.

## Dramaturgie divadla
Zásadním a trvalým prvkem konceptu divadla je vést skutečný mezioborový umělecký dialog. Dialog ve smyslu překračování umělých hranic – časových, žánrových, formálních i tematických. Koncept dramaturgie vychází z nadstavbového přístupu, který je ve svém výsledku netradiční syntézou formy a obsahu. Studio Hrdinů klade důraz na autorské projekty, mezioborové přesahy, mezinárodní spolupráci, hledání současného divadelního jazyka a jeho využití při jevištním zpracování titulů a námětů.
Kontinuálně se věnuje smysluplnému nacházení progresivních výrazových divadelních forem. Díky propojování profesionálních divadelních tvůrců s výtvarníky napříč žánry vytváří jasně definovanou výtvarnou tvář nového prostoru, která tak v oblasti scénografie, grafiky a konceptuálního umění drží krok s evropskými divadelními scénami. Za účelem oživení výrazových možností činoherního divadla poskytuje vizuálním umělcům větší míru spoluúčasti na vzniku jednotlivých divadelních inscenací.